# ヘンリック・ショーベリ
クリスチャン・ヘンリック・ルドルフ・ショーベリ（Kristian Henrik Rudolf Sjöberg、1875年1月20日 - 1905年8月1日）は、スウェーデンの陸上、体操選手、医学生であった。1896年アテネオリンピックにスウェーデンから出場した唯一の選手である。
1892年にはストックホルムAFに出場し、同年走幅跳で6.09 mという非公式のスウェーデン記録を出した。スウェーデンスポーツ連盟からのサポートを得ることができなかったが、最初のオリンピックから除外されることを拒否した。
1896年アテネオリンピックにおいて、5つの種目（1つのトラック競技、3つのフィールド競技、1つの体操競技）に出場した。100メートルに出場したが、予選の組で4位または5位となった（記録は不明）となり、決勝には進出できなかった。フィールド競技において、円盤投では記録は不明であり、4位までに入ることができなかった。走幅跳でも4位までに入ることができなかった。走高跳では1.60 mを跳び4位となった。
体操競技の跳馬にも出場し、他の14人の選手と競った。2分の試技時間で何度でも跳躍を行うことが可能であったが、スコアや順位の記録は残っていない。
1905年にデンマーク東部の町であるヘルシンゲルで溺死した。